# Walter Kusch
Walter Kusch (Hildesheim, 31 maggio 1954) è un ex nuotatore tedesco occidentale.

## Carriera
Fortemente specializzato nella rana, annovera nel proprio palmarès una medaglia di bronzo ai Giochi Olimpici, una medaglia d'oro conquistata ai campionati mondiali ed una agli europei.

## Palmarès
- Giochi olimpici estivi

Montreal 1976: bronzo nella 4x100 m misti.
- Mondiali

Cali 1975: argento nella 4x100 m misti.
Berlino 1978: oro nei 100 m rana, argento nella 4x100 m misti e bronzo nei 200 m rana.
- Europei

Barcellona 1970: bronzo nei 200 m rana.
Vienna 1974: oro nella 4x100 m misti e argento nei 100 m rana.
Jönköping 1977: bronzo nei 100 m e 200 m rana.